# Naturschutzgebiet Heiligensee und Hütelmoor
Das Naturschutzgebiet Heiligensee und Hütelmoor (in neueren Flurkarten und anderen offiziellen Dokumenten auch Hüttelmoor) ist ein Naturschutzgebiet in Mecklenburg-Vorpommern im östlichen Teil des Rostocker Stadtgebietes, nordöstlich des Ortsteils Markgrafenheide. Das Hütelmoor bildet den flächenmäßig größten Teil des Naturschutzgebiets; der Heiligensee befindet sich nördlich des Moores.

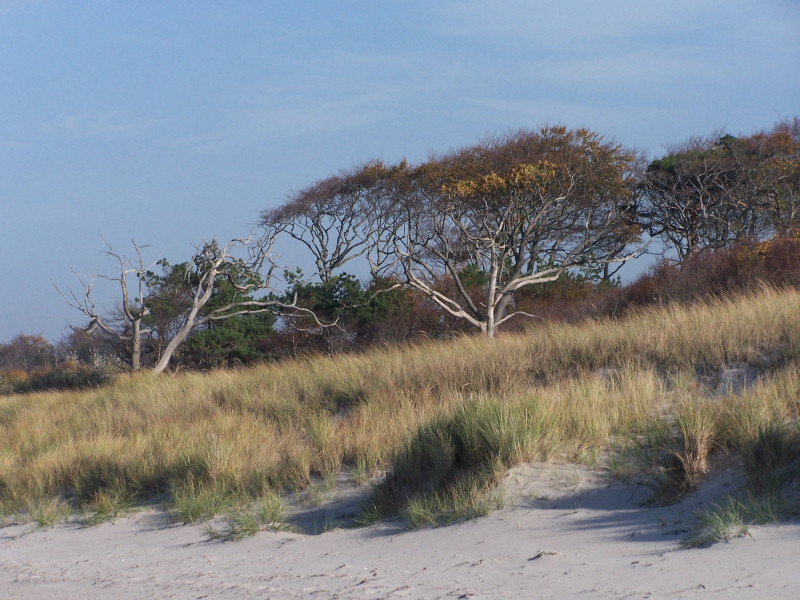
Die Küste bildet den nordöstlichen Rand des Naturschutzgebietes (bei Rosenort)

Die rechtliche Festsetzung des 540 Hektar umfassenden Gebietes erfolgte im Jahr 1957. Der Schutzzweck besteht in der Entwicklung eines stark degradierten Küstenüberflutungsmoores als Teilgebiet der Rostocker Heide. Die Nordwestgrenze bildet der Ostseedeich.
Der Gebietszustand wird als befriedigend eingestuft, wobei sich die Flächen durch Renaturierungsmaßnahmen der 1990er Jahre im initialen Revitalisierungsstadium befinden.

## Geschichte
Ab dem Jahr 1975 wurde die Grünlandnutzung ohne Rücksichtnahme auf den Status als Naturschutzgebiet intensiviert. Die Flächen wurden durch ein Schöpfwerk entwässert, das Grünland umgebrochen und Gräser angesät. Seit 1990 wird versucht, diese Eingriffe rückgängig zu machen und die Flächen nach den Maßgaben einer naturschutzgerechten Grünlandnutzung zu bewirtschaften.

## Pflanzen- und Tierwelt
Im Moorbereich wachsen Strandsimse, Straußgras, Kamm-Segge und Sumpf-Haarstrang. Die zahlreichen Gräben werden von Schilf gesäumt. Typische Pflanzenarten der Randbereiche sind Schaumkraut, Sumpf-Segge, Erlen und Eschen. Kiebitz und Bekassine brüten im Naturschutzgebiet, vereinzelt kommen Rotschenkel, Hohltauben, Mittel- und Schwarzspechte vor. Kreuzottern leben in diesem Gebiet.